# Squirrel Nut Zippers

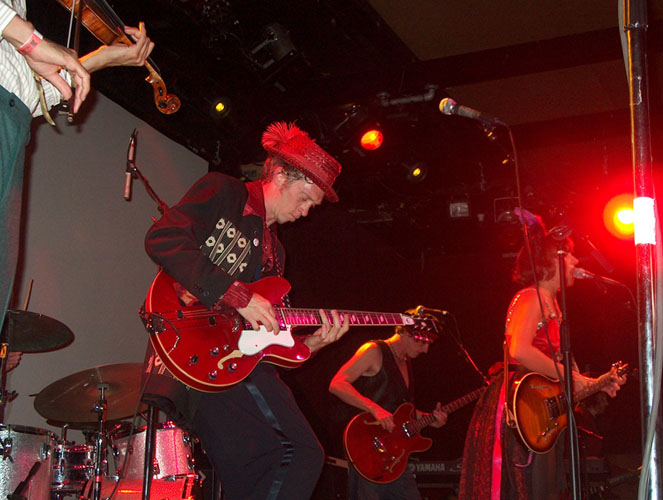
Squirrel Nut Zippers sur scène à San Francisco en 2008.

Les Squirrels Nut Zippers sont un groupe américain de swing.
Formé en 1993, en Caroline du Nord par James « Jimbo » Mathus (voix et guitare), Katharine Whalen (chant, banjo, et ukelele), et également Chris Phillips, Don Raleigh et Ken Mosher, le groupe s'est séparé en 2002, après 7 albums. En 2007, le groupe a annoncé sa reformation pour une tournée aux États-Unis.
La musique du groupe est très éclectique. Ses influences vont du jazz manouche au blues, en passant par le swing des années 1930 avec une nette tonalité rétro.

## Discographie
- The Inevitable (1995)
- Hot (1996)
- Hell (single, 1996)
- Put a Lid on It (single, 1996)
- Sold Out (1997)
- Roasted Right (EP, 1997)
- Suits Are Picking Up the Bill (single, 1998)
- Perennial Favorites (1998)
- Christmas Caravan (1998)
- Ghost of Stephen Foster (single, 1999)
- Bedlam Ballroom (2000)
- The Best of Squirrel Nut Zippers as Chronicled by Shorty Brown (2002)
- Lost At Sea (2009)